# Quartier Saint-Georges
Quartier Saint-Georges är Paris 33:e administrativa distrikt, beläget i nionde arrondissementet. Distriktet är uppkallat efter Rue Saint-Georges och Place Saint-Georges, vilka i sin tur är uppkallade efter saint Georges, det vill säga sankt Göran.
Nionde arrondissementet består även av distrikten Chaussée-d'Antin, Faubourg-Montmartre och Rochechouart.

## Sevärdheter
- Sainte-Trinité
- Notre-Dame-de-Lorette
- Chapelle Sainte-Rita
- Place Saint-Georges
- Square d'Orléans
- Cité Malesherbes
- Jardin Pauline-García-Viardot

## Bilder
| - De fyra administrativa distrikten i Paris nionde arrondissement. - Sainte-Trinité. - Notre-Dame-de-Lorette. - Square d'Orléans. |

## Kommunikationer
- Tunnelbana – linje  – Saint-Georges